# Michail Voronin (gymnast)
Michail Voronin (ryska: Михаил Яковлевич Ворони), född den 26 mars 1945 i Moskva, Ryssland, död 22 maj 2004 i Moskva var en sovjetisk gymnast.
Han tog OS-guld i räck, OS-guld i hopp, OS-silver i lagmångkampen, OS-silver i ringar, OS-silver i barr, OS-silver i den individuella mångkampen och OS-brons i bygelhäst i samband med de olympiska gymnastiktävlingarna 1968 i Mexico City.
Han tog även OS-silver i lagmångkampen och OS-silver i ringar i samband med de olympiska gymnastiktävlingarna 1972 i München.